# Parov Stelar
Marcus Füreder (sinh ngày 27 tháng 11 năm 1974 tại Linz, Oberösterreich), được biết đến với nghệ danh Parov Stelar, là một nhạc sĩ, nhà sản xuất âm nhạc và DJ người Áo. Phong cách âm nhạc của anh chịu ảnh hưởng từ các thể loại jazz, house, electro và breakbeat.
Parov Stelar được biết đến như một trong những người tiên phong cho thể loại electro swing.

## Tiểu sử
Marcus Füreder bắt đầu tích lũy kinh nghiệm về DJ tại các hộp đêm trong suốt nửa cuối những năm 1990. Anh tham gia sản xuất và xuất bản âm nhạc từ năm 2000. Sau khi phát hành đĩa maxi đầu tiên của mình dưới tên gốc, Füreder quyết định bắt đầu sự nghiệp của riêng mình vào năm 2003 và thành lập hãng đĩa Etage Noir Recordings. Một năm sau, với nghệ danh Parov Stelar, EP Kiss Kiss ngay lập tức lọt vào playlist của đài phát thanh FM4 của Áo. KissKiss và sản phẩm phát hành ngay sau đó, LP Rough Cuts được đánh giá là bước đột phá trong nền âm nhạc điện tử quốc tế của anh.
Parov Stelar là một trong những người đầu tiên sản xuất âm nhạc thể loại electronic swing tại châu Âu. Với album Shine, BBC đã nhắc đến Parov Stelar như một trong những nhà sản xuất âm nhạc hứa hẹn nhất đang hoạt động tại châu Âu hiện nay. Cách tiếp cận cụ thể trong sản xuất âm nhạc của anh, kết hợp với một cảm thức thẩm mỹ về âm thanh đã được chứng minh đã dẫn đến phản hồi từ khán giả và đồng nghiệp trên khắp thế giới, tọ danh tiếng cho Parov Stelar như là người sáng lập một thể loại âm nhạc mới: electro swing.
Tháng 11 năm 2005, Parov Stelar có lần đầu tiên biểu diễn trước công chúng với một ban nhạc chơi trực tiếp. Đây là màn dạo đầu cho những buổi diễn tại các thành phố châu Âu khác, xuất hiện tại những lễ hội âm nhạc như Glastonbury, Eurockéennes, Rock Werchter, Solidays và Zurich Open Air cũng như những phần trình diễn tại Istanbul và Mexico City. Những nghệ sĩ khác nhau chơi trong Parov Stelar Trio đã phát triển thành Parov Stelar Band với sự góp mặt của Parov Stelar (lập trình), Cleo Panther (ca sĩ), Jerry di Monza (trumpet), Max the Sax (saxophone), Willie Larsson Jr. (trống) và Michael Wittner (bass).
Parov Stelar đã thắng ba giải tại Amadeus Austrian Music Awards năm 2013 (Phần trình diễn Tốt nhất, Sản phẩm âm nhạc điện tử Tốt nhất, Album Tốt nhất) và một giải năm 2014 (Phần trình diễn Tốt nhất).
Parov Stelar đã từng hợp tác với Lana Del Rey, Bryan Ferry và Lady Gaga. Anh đã phát hành sáu album, hơn hai mươi EP và bán được hơn 250,000 bản độc lập. Bản nhạc Booty Swing đã đạt những vị trí đầu trong các bảng xếp hạng nhạc điện tử của iTunes tại Mỹ và Canada. Bản nhạc này của anh đã được đưa vào hàng trăm album tuyển tập trên toàn thế giới cũng như trong các chương trình truyền hình, phim truyền hình, phim điện ảnh và quảng cáo, qua đó đưa Parov Stelar nổi tiếng trên toàn thế giới. Các video clip dựa trên âm nhạc của anh đã đạt tổng cộng trên 100 triệu lượt xem đến nay. Bản nhạc đặc trưng cho phong cách electro-swing Catgroove với phần nhảy trình diễn của vũ công người Australia TSC Forsythe đã đạt được hơn 21 triệu lượt xem cho đến hiện tại.

## Danh sách đĩa hát

### Album
| Năm  | Album                                   | Chi tiết                                                                          | Vị trí cao nhất | Vị trí cao nhất | Vị trí cao nhất | Vị trí cao nhất | Vị trí cao nhất | Vị trí cao nhất |
| Năm  | Album                                   | Chi tiết                                                                          | AUT             | FR              | GER             | GRE             | NLD             | SWI             |
| ---- | --------------------------------------- | --------------------------------------------------------------------------------- | --------------- | --------------- | --------------- | --------------- | --------------- | --------------- |
| 2001 | Shadow Kingdom                          | 2×12" Vinyl & CD, Bushido Recordings, dưới tên Plasma                             | —               | —               | —               | —               | —               | —               |
| 2004 | Rough Cuts                              | CD, Etage Noir Recordings                                                         | —               | —               | —               | —               | —               | —               |
| 2005 | Seven and Storm                         | CD, Etage Noir Recordings                                                         | —               | —               | —               | —               | —               | —               |
| 2007 | Shine                                   | CD, Etage Noir Recordings                                                         | —               | —               | —               | —               | —               | —               |
| 2008 | Daylight                                | CD, Rambling Records                                                              | —               | —               | —               | —               | —               | —               |
| 2009 | That Swing – Best Of                    | CD, Etage Noir Recordings                                                         | —               | —               | —               | —               | —               | —               |
| 2009 | Coco                                    | CD, Etage Noir Recordings                                                         | 65              | —               | —               | 10              | —               | —               |
| 2012 | The Princess                            | CD, Etage Noir Recordings                                                         | 4               | —               | 35              | 8               | 86              | 9               |
| 2013 | The Invisible Girl (Parov Stelar Trio)  | CD, Etage Noir Recordings                                                         | 18              | —               | —               | 4               | —               | 40              |
| 2013 | The Art of Sampling (Parov Stelar Trio) | 2 CD, 2 LP, CD, DD Etage Noir Recordings, Island Records, Universal Music Germany | 6               | 117             | 35              | —               | —               | 27              |

### EP
- 2001: Shadow Kingdom EP (12" Vinyl, Bushido Recordings, dưới tên Plasma)
- 2002: Lo Tech Trash (12" Vinyl, Bushido Recordings, dưới tên Marcus Füreder)
- 2004: KissKiss (12" Vinyl, Etage Noir Recordings)
- 2004: Move On! (12" Vinyl, Etage Noir Recordings)
- 2004: Wanna Get (12" Vinyl, Etage Noir Recordings)
- 2004: Primavera (12" Vinyl, Auris Recordings)
- 2005: Music I Believe In (12" Vinyl, ~Temp Records, dưới tên Marcus Füreder)
- 2005: A Night in Torino (12" Vinyl, Etage Noir Recordings)
- 2005: Spygame (12" Vinyl, Etage Noir Recordings)
- 2006: Parov Stelar EP (12" Vinyl, Big Sur)
- 2006: Charleston Butterfly (12" Vinyl, Etage Noir Recordings)
- 2007: Jet Set EP (12" Vinyl, Etage Noir Special)
- 2007: Sugar (12" Vinyl, Etage Noir Recordings)
- 2008: The Flame of Fame (12" Vinyl, Etage Noir Recordings)
- 2008: Libella Swing (12" Vinyl, Etage Noir Recordings)
- 2009: Coco EP (12" Vinyl, Etage Noir Recordings)
- 2010: The Phantom EP (12" Vinyl, Etage Noir Recordings)
- 2010: The Paris Swingbox EP (Etage Noir Recordings)
- 2011: La Fête EP (12" Vinyl, Etage Noir Recordings)
- 2012: Jimmy's Gang EP (Etage Noir Recordings)
- 2014: Clap Your Hands (Etage Noir Recordings)

### Đĩa đơn
- 2000: "Synthetica/Stompin' Ground" (12" Vinyl, Bushido Recordings, dưới tên Marcus Füreder)
- 2001: "Guerrilla" (12" Vinyl, Bushido Recordings, dưới tên Marcus Füreder)
- 2004: "Get Up on Your Feet" (12" Vinyl, Sunshine Enterprises)
- 2005: "Faith" (Maxi-CD, Etage Noir Recordings)
- 2007: "Rock For/Love" (12" Vinyl, Etage Noir Recordings)
- 2007: "Shine" (Maxi-CD, Etage Noir Recordings)
- 2013: "The Mojo Radio Gang"
- 2014: "All Night"
- 2014: "The Sun"